# Стол для переговоров Владимира Путина

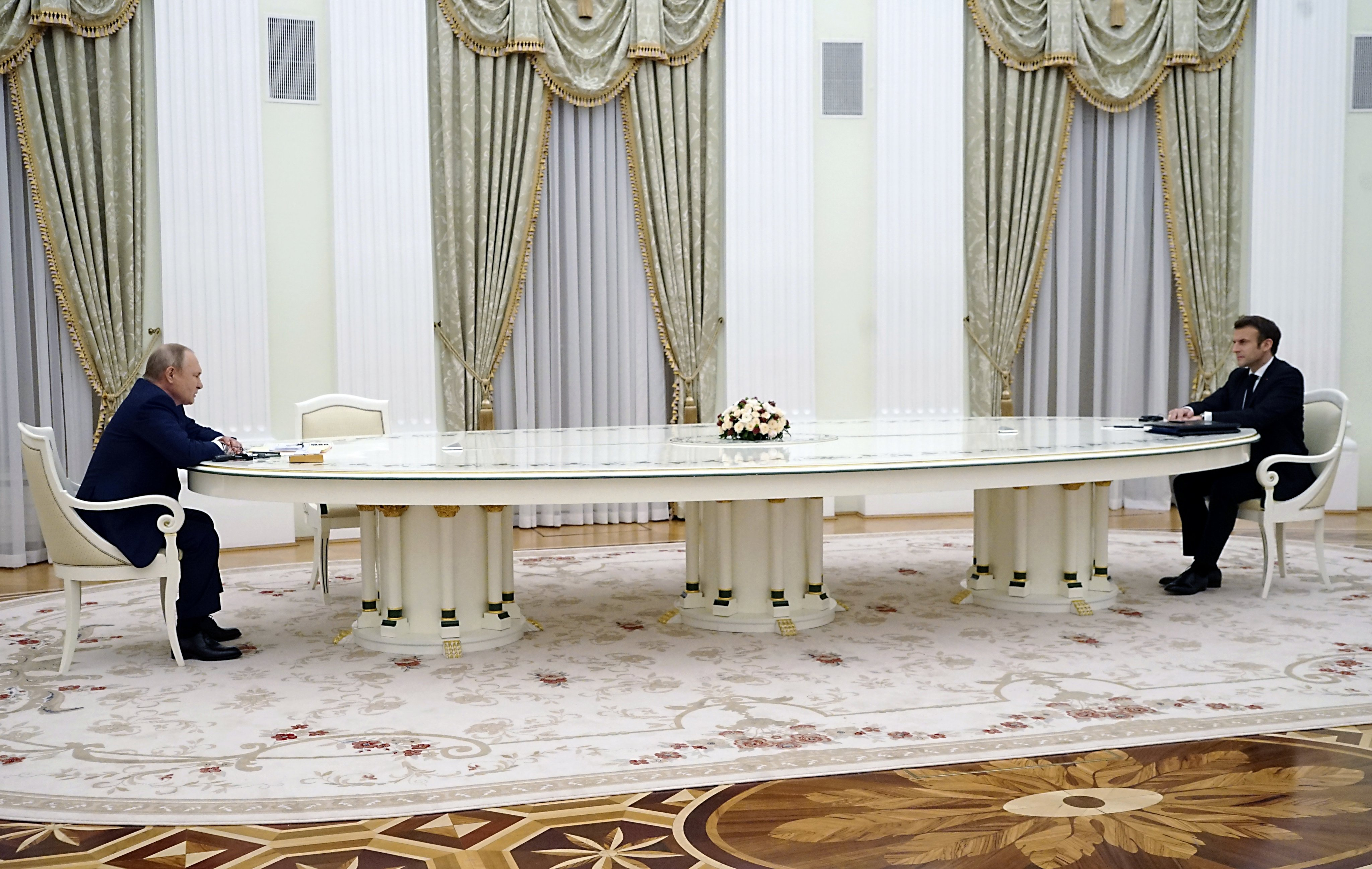
Президент России Путин и президент Франции Макрон

Стол для перегово́ров Влади́мира Пу́тина — овальный стол из бука, предназначен для посадки 16 персон, покрыт белым левкасом с рисунком, был установлен в Кремле в конце 1990-х годов во время президентства Бориса Ельцина. Стол имеет пять метров в длину и 2,15 метра в ширину, сделан из цельного листа древесины бука и опирается на три выдолбленные деревянные подставки. Находится в представительском кабинете президента России.

## История

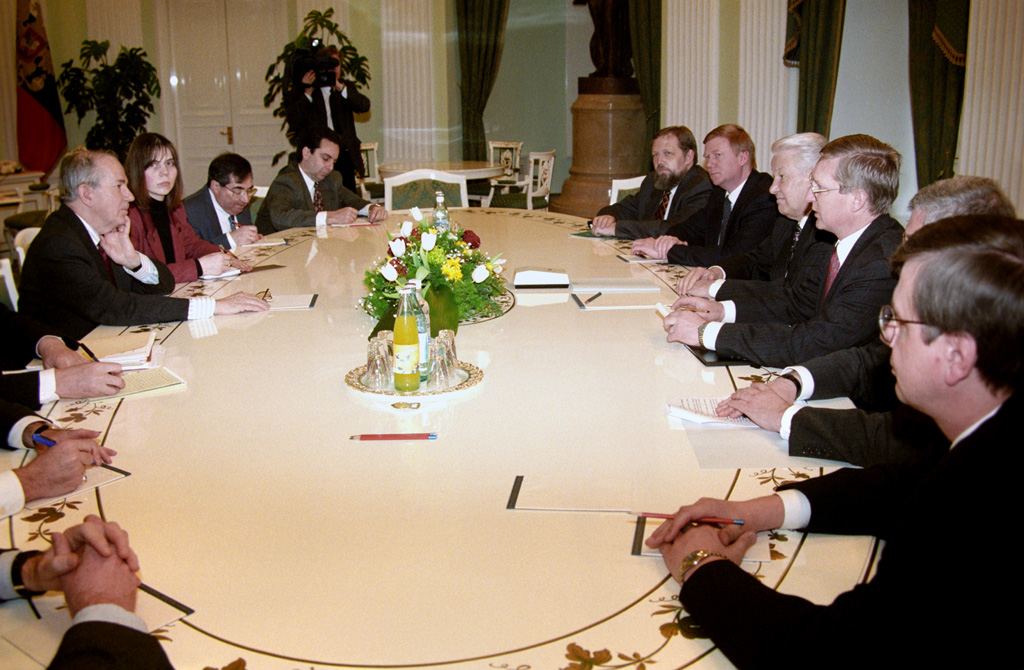
Борис Ельцин и Анатолий Чубайс в 1998 году за этим столом

Изготовлен итальянской компанией OAK Furniture (город Канту) в рамках контракта по меблировке помещений Кремля в период с 1995 по 1997 год. Фотография стола опубликована фирмой в книге, вышедшей в 1999 году. По иным данным, стол изготовлен испанским мастером примерно в 2005 году. Пресс-секретарь управделами президента России Елена Крылова уточнила, что стол сделали итальянские мастера. Стол был доставлен в Кремль в 1996 году, стоит в представительском кабинете главы государства, в Овальном (Малом) зале Сенатского дворца, расположенном в центре лицевого фасада Кремля над главным въездом во двор, и служащим связующим звеном между двумя частями здания.
Слухи о споре итальянских и испанских мастеров появились после информации о противоречивых данных, поступивших от некоторых компаний.

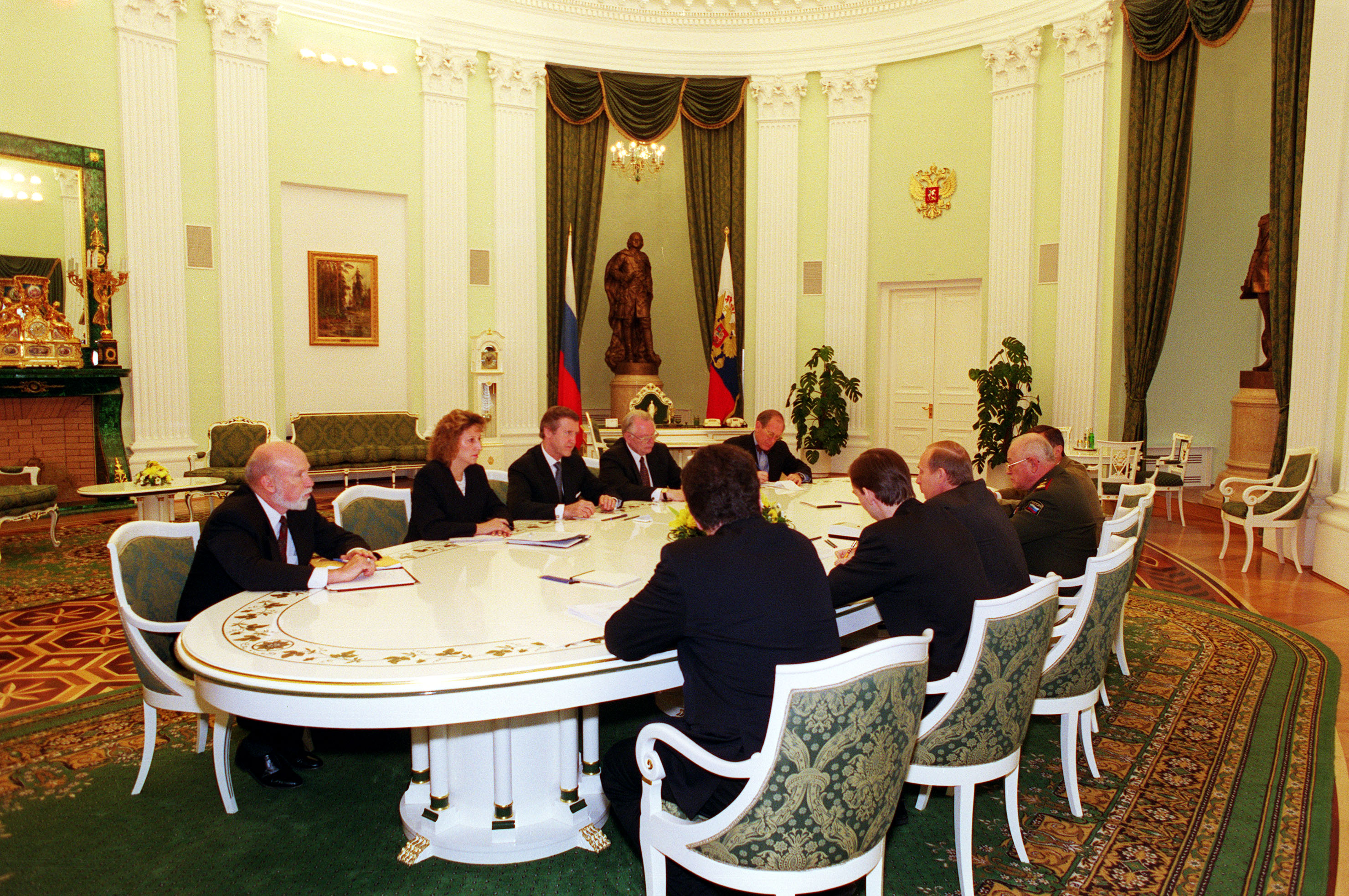
Стол в 2000 году

В 2022 году президент России Владимир Путин использовал этот стол на встречах с мировыми лидерами, среди которых были Эммануэль Макрон, Олаф Шольц, Антониу Гутерриш, Ильхам Алиев, Ибрахим Раиси. На фотографиях Путин сидит на одном конце очень длинного белого стола для совещаний, а его визави́ — на другом конце. На других фотографиях Путин также сидел на столь же большой дистанции и во время встреч с российскими чиновниками за другими длинными столами. Во время вторжения России на Украину в 2022 году стол стал предметом многочисленных интернет-мемов.
Высказывались предположения, что Путин предпочитает использовать длинный стол в попытке запугать и создать образ власти или из-за боязни заразиться COVID-19. Путин был запечатлён на встречах в непосредственной близости от белорусского президента Александра Лукашенко и Генерального секретаря ЦК КПК Си Цзиньпина в тот же период.